# قصص بشر (مسلسل)
قصص بشر هو مسلسل أنثولوجي ودراما وخيال علمي سعودي صدر سنة 2018.

## القصة
تدور أحداث المسلسل بأجواء بائسة خلال مستقبل قريب في "السعودية" يروي قصص أفراد يعيشون في عالم تغمره التكنولوجيا حيث يصطدم الذكاء الاصطناعي بالفطرة.

## طاقم التمثيل
- إلهام علي
- خالد صقر
- فيصل الدوخي
- هند محمد
- عزيز غرباوي
- في فؤاد
- سارة الوكيل
- فهد سليمان
- تامر برجاك
- علي الشريف

## الحلقات
| رقم الحلقة | عنوان الحلقة         | ملخص الحلقة |
| ---------- | -------------------- | --- |
| 1          | من فقدت مكان سيارتها | تجد "سمية" المنهمكة في عملها صعوبة في التفرّغ لابنتيها ومرافقتهما للتسوّق، وتزيد سيّارتها ذاتية القيادة التي تواجه عطلًا من صعوبة الموقف.   |
| 2          | ابن حسب الطلب        | يعجز زوجان عن الإنجاب، فيخوضان تجربة سرّية للغاية في سبيل إنجاب طفل، لكنّ التجربة لا تسير على ما يرام وتحتدم الخلافات بينهما.             |
| 3          | استريح بالداخل       | أثناء مناوبة ليليّة حافلة، يتعرّض عامل توصيل البيتزا للعرقلة بسبب عائلة غريبة يستمرّ أفرادها في المماطلة في دفع ثمن طلبهم.                 |
| 4          | حفلة خاصة            | يخطّط "طلال" لحفلة يفاجئ بها زوجته، إذ تظهر فيها عازفة الكمان المفضّلة لديها بتقنية الهولوغرام... لكنّ الزائرة الرقمية تثير أحداثًا درامية. |
| 5          | الاعتراف             | بعدما يُدان بتهريب الأدوية القاتلة، يرفض مجرم ينتظر تنفيذ حكم الإعدام أن يشهد ضدّ شريكه في الجريمة... لذا يتصرّف المحقّقان بكلّ براعة.       |
| 6          | المُلهم               | يقترب موعد تسليم رواية إحدى الكاتبات لكنّها تفتقر إلى الإلهام، فتعتمد باستهتار على مساعدها الإلكتروني الرقمي لمعاونتها في إنهاء روايتها. |
| 7          | لا تفتح عينك         | يخضع ثلاثة طلّاب في كلية حقوق المعلومات، وهم عازمون على أن يصبحوا ضبّاطًا في هيئة حقوق الإنسان، لاختبار متقدّم للغاية يمتحن جوهرهم.         |
| 8          | لحظة صدق             | بينما يُلقي الجدل والنميمة بظلالهما على يوم زفافهما، يغرق زوجان في سلسلة من الأحداث التي تختبر علاقتهما.                                 |
| 9          | حافة المدينة         | في عالم يسوده التفوّق الرقمي، يتدفّق البشر إلى مناطق متطوّرة عالية التقنية ويهجرون أحياءهم القديمة التي تتحوّل إلى مراكز إجرامية.           |

## وصلات خارجية
- قصص بشر على موقع IMDb (الإنجليزية)
- قصص بشر على موقع نتفليكس (الإنجليزية)
- قصص بشر على موقع قاعدة بيانات الأفلام العربية
- قصص بشر على موقع قاعدة بيانات الفيلم (الإنجليزية)